# Frederick Moloney
Frederick Graham „Fred” Moloney (ur. 4 sierpnia 1882 w Ottawie w stanie Illinois, zm. 24 grudnia 1941 w Chicago) – amerykański lekkoatleta specjalizujący się w krótkich biegach płotkarskich oraz w sprintach, uczestnik letnich igrzysk olimpijskich w Paryżu (1900), brązowy medalista olimpijski w biegu na 110 metrów przez płotki.
Wystąpił na tych igrzyskach również w biegu na 100 metrów i biegu na 200 metrów przez płotki, ale nie awansował do finałów.
Jego brat – William także był lekkoatletą, olimpijczykiem.

## Sukcesy sportowe
| Rok  | Miasto | Zawody               | Konkurencja       | Wynik         |
| ---- | ------ | -------------------- | ----------------- | ------------- |
| 1900 | Paryż  | Igrzyska olimpijskie | bieg na 110 m ppł | brązowy medal |

## Rekordy życiowe
- bieg na 100 metrów – 11,2 – Paryż 14/07/1900
- bieg na 200 metrów – 21,9 – Chicago 17/05/1902
- bieg na 110 metrów przez płotki – 15,4 – Louisville 05/10/1901